# André Rankel
André Rankel (* 27. August 1985 in West-Berlin) ist ein ehemaliger deutscher Eishockeyspieler und derzeitiger -trainer, der 17 Jahre lang bei den Eisbären Berlin in der Deutschen Eishockey Liga unter Vertrag stand. Bei den Eisbären war er an sieben DEL-Meistertiteln, dem Gewinn des Deutschen Eishockeypokals 2008 sowie der European Trophy 2010 beteiligt.

## Karriere
André Rankel startete seine Karriere in seiner Heimatstadt bei den damaligen Berlin Capitals, von denen er 2000/01 erstmals in der deutschen Nachwuchsliga DNL eingesetzt wurde. Nach zwei Jahren, die er ausschließlich in der DNL verbrachte, sammelte der Angreifer 2002/03 erste Erfahrungen in der Herrenmannschaft der Capitals in der Regionalliga. Obwohl er bei den Capitals noch nicht viel Eiszeit und besondere Aufmerksamkeit erhalten hatte, galt der Wechsel zum östlichen Lokalrivalen Eisbären Berlin zur Spielzeit 2003/04 auf Grund der großen Rivalität beider Vereine für den West-Berliner Rankel als mutig. Hier wurde der damals 18-jährige anfangs noch bei den Eisbären Juniors in der Regionalliga eingesetzt, kam in seiner ersten Spielzeit schon zu 56 Einsätzen in der Deutschen Eishockey Liga und erzielte in seinem ersten Spiel in der höchsten deutschen Spielklasse gegen die Wölfe Freiburg auch sein erstes DEL-Tor. Die Eisbären verfolgten in diesem Zeitraum ein Nachwuchskonzept, welches neben Alexander Barta mehr junge Nachwuchsspieler im DEL-Kader etablieren sollte. So wurden neben Rankel in der ersten Meisterschaftssaison des Vereins 2004/05 mehrere Spieler eingesetzt, die 1985 geboren waren, wie die Verteidiger Frank Hördler, Jens Baxmann, Tobias Draxinger oder der Stürmer Florian Busch. Rankel war mit fünf Treffern der erfolgreichste Torschütze dieser Nachwuchsspieler.
In der Saison 2006/07 erzielte er erstmals mehr als 20 Punkte in einer Spielzeit, was er aufgrund einer mehrere Monate andauernden Schulterverletzung in der folgenden Saison nicht erreichen konnte. Durch seine Leistungen in der nächsten Saison 2008/09 wurde ihm des Potential eines Leistungsträgers für den Verein zugetraut, sein damaliger Trainer Don Jackson bescheinigte ihm NHL-Format und in der Spielzeit 2009/10 war er mit 26 Toren der erfolgreichste Torjäger der Eisbären.
Bis zum Jahr 2011 war Rankel an vier Meisterschaften seines Vereins beteiligt, bei dem Gewinn des Titels in der Spielzeit 2010/11 war er der punktbeste Spieler der Play-offs und wurde zum wertvollsten Spieler der Endrunde gewählt. Dabei hatte er etwas Glück, dass ein Check mit Verletzungsfolge im Play-off-Viertelfinale vom Verband nicht mit einer Strafe geahndet wurde. In der Folgesaison wurde Rankel im Play-off-Halbfinale bei einem ähnlichen Vergehen für 10 Spiele gesperrt und konnte somit bei den Finalspielen dieser Serie sein Team nicht mehr unterstützen. Zur Saison 2012/13 gab es einen Umbruch im Team der Berliner – mit Denis Pederson, Sven Felski und Stefan Ustorf verließen drei jahrelange Leistungsträger den Verein. Rankel, welcher das Kapitänsamt von Ustorf übernommen hatte, wurde mit 68 Punkten erfolgreichster Scorer seiner Mannschaft und führte sein Team zur siebten DEL-Meisterschaft. Die Saison 2012/13 wurde durch den Lockout in der National Hockey League bis zum Januar 2013 geprägt. Dadurch spielten bis zur Aufhebung des Lockouts Claude Giroux und Daniel Brière bei den Eisbären. Von Rankel wurden diese beiden Spieler später als beste Berliner Spieler aller Zeiten bezeichnet.
In der Saison 2017/18 führte Rankel seine Mannschaft ins Play-off-Finale und löste in dieser Spielzeit Sven Felski als Rekordtorschütze des Vereins ab. Bis zum Ende seiner aktiven Zeit bei den Eisbären erzielte er den Rekordwert von 247 Toren für die Berliner. Zur Spielzeit 2019/20 war er zusammen mit Frank Hördler der älteste Spieler des Teams. Obwohl er auch weiterhin die Berliner als Kapitän auf das Eis führte, wurde ihm eine defensivere Rolle im Spiel der Eisbären zugewiesen, welche nicht seinen Ansprüchen entsprach. Rankel war acht Jahre lang Kapitän bei den Eisbären Berlin und erhielt nach insgesamt 17 Jahren im Kader der Eisbären nach der Saison 2019/20 keinen neuen Vertrag. Letztlich beendete er seine Spielerkarriere im November 2020 aufgrund einer langjährigen Schulterverletzung. Seine Trikotnummer soll bei den Eisbären nicht mehr vergeben werden.
Anschließend wurde er im Frühjahr 2023 als Assistenztrainer bei den Eisbären Berlin angestellt.

### International
Bei der U-18-Weltmeisterschaft 2003 kam Rankel zu seinem ersten Turnier-Einsatz für eine deutsche Auswahlmannschaft. Auch für die Junioren-Nationalmannschaft spielte er regelmäßig, so unter anderem bei den Weltmeisterschaften 2004 und 2005, wobei ihm 2004 mit dem Team der Wiederaufstieg in die A-Gruppe gelang. Seit 2006 gehört er zudem zum erweiterten Kader der A-Nationalmannschaft. 2007 spielte er erstmals bei einer Herren-Weltmeisterschaft und auch für das olympische Eishockeyturnier 2010 in Vancouver wurde er nominiert. Insgesamt bestritt er mehr als 130 Spiele für die DEB-Auswahl und nahm an sieben Weltmeisterschaften mit der Nationalmannschaft teil.

## Erfolge und Auszeichnungen
| - 2005 Deutscher Meister mit den Eisbären Berlin - 2006 Deutscher Meister mit den Eisbären Berlin - 2008 Deutscher Pokalsieger mit den Eisbären Berlin - 2008 Deutscher Meister mit den Eisbären Berlin - 2009 Deutscher Meister mit den Eisbären Berlin | - 2010 European-Trophy-Gewinn mit den Eisbären Berlin - 2011 Deutscher Meister mit den Eisbären Berlin - 2011 Wertvollster Spieler der DEL-Playoffs - 2012 Deutscher Meister mit den Eisbären Berlin - 2013 Deutscher Meister mit den Eisbären Berlin |

### International
- 2004 Aufstieg in die Top-Division bei der U20-Junioren-Weltmeisterschaft der Division I

## Karrierestatistik

### International
Vertrat Deutschland bei:
| - World U-17 Hockey Challenge 2002 - U18-Junioren-Weltmeisterschaft der Division I 2003 - U20-Junioren-Weltmeisterschaft der Division I 2004 - U20-Junioren-Weltmeisterschaft 2005 - Weltmeisterschaft 2007 - Weltmeisterschaft 2008 - Qualifikationsturnier für die Olympischen Winterspiele 2010 | - Weltmeisterschaft 2009 - Olympischen Winterspielen 2010 - Weltmeisterschaft 2010 - Weltmeisterschaft 2011 - Weltmeisterschaft 2012 - Qualifikationsturnier für die Olympischen Winterspiele 2014 - Weltmeisterschaft 2013 |

(Legende zur Spielerstatistik: Sp oder GP = absolvierte Spiele; T oder G = erzielte Tore; V oder A = erzielte Assists; Pkt oder Pts = erzielte Scorerpunkte; SM oder PIM = erhaltene Strafminuten; +/− = Plus/Minus-Bilanz; PP = erzielte Überzahltore; SH = erzielte Unterzahltore; GW = erzielte Siegtore; 1 Play-downs/Relegation; Kursiv: Statistik nicht vollständig)